# Oxyopes nanulineatus
Oxyopes nanulineatus là một loài nhện trong họ Oxyopidae.
Loài này thuộc chi Oxyopes. Oxyopes nanulineatus được Gershom Levy miêu tả năm 1999.